# Soriya
Soriya était le nom donné a une famille régnante au milieu du XVIIIe siècle qui soutenait les successeurs du chef de guerre Ibrahima Sory Mawdo dans l'imamat du Fouta Djalon dans ce qui est aujourd'hui la Guinée. 
Ils se sont affrontés avec le groupe clérical, l'Alfaya, qui a soutenu les successeurs du leader du jihad Karamoko Alfa. La rivalité entre les deux groupes s'est poursuivie jusqu'au XXe siècle en Guinée.